# Tat'jana Samolenko-Dorovskich
Tat'jana Vladimirovna Samolenko-Dorovskich, nata Chamitova (in russo Татьяна Владимировна Самоленко-Доровских?, in ucraino Тетяна Володимирівна Самоленко-Доровських?, Tetjana Volodymyrivna Samolenko-Dorovs'kych; Sekretarka, 12 agosto 1961), è un'ex mezzofondista ucraina, fino al 1991 sovietica, campionessa olimpica dei 3000 metri piani ai Giochi di Seul 1988 e vincitrice di tre medaglie d'oro ai campionati del mondo.

## Record nazionali

### Seniores
Record nazionali ucraini
- 3.000 metri piani: 8'26"53 ( Seul, 25 settembre 1988)

## Palmarès
| Anno                                      | Manifestazione  | Sede         | Evento      | Risultato | Prestazione | Note                          |
| ----------------------------------------- | --------------- | ------------ | ----------- | --------- | ----------- | ----------------------------- |
| In rappresentanza dell' Unione Sovietica  |                 |              |             |           |             |                               |
| 1986                                      | Europei         | Stoccarda    | 1.500 metri | Argento   | 4'02"36     |                               |
| 1986                                      | Europei         | Stoccarda    | 3.000 metri | 5ª        | 8'40"35     |                               |
| 1987                                      | Mondiali indoor | Indianapolis | 1.500 metri | Argento   | 4'07"08     | Miglior prestazione personale |
| 1987                                      | Mondiali indoor | Indianapolis | 3.000 metri | Oro       | 8'46"52     | Record dei campionati         |
| 1987                                      | Mondiali        | Roma         | 1.500 metri | Oro       | 3'58"56     | Record dei campionati         |
| 1987                                      | Mondiali        | Roma         | 3.000 metri | Oro       | 8'38"73     |                               |
| 1988                                      | Giochi olimpici | Seul         | 1.500 metri | Bronzo    | 4'00"30     |                               |
| 1988                                      | Giochi olimpici | Seul         | 3.000 metri | Oro       | 8'26"53     | Record olimpico               |
| 1991                                      | Mondiali        | Tokyo        | 1.500 metri | Argento   | 4'02"58     |                               |
| 1991                                      | Mondiali        | Tokyo        | 3.000 metri | Oro       | 8'35"82     |                               |
| In rappresentanza della Squadra Unificata |                 |              |             |           |             |                               |
| 1992                                      | Europei indoor  | Genova       | 3.000 metri | Argento   | 9'00"15     |                               |
| 1992                                      | Giochi olimpici | Barcellona   | 1.500 metri | 4ª        | 3'57"92     | Miglior prestazione personale |
| 1992                                      | Giochi olimpici | Barcellona   | 3.000 metri | Argento   | 8'46"85     |                               |